# Terri McNutt
Terri McNutt (ur. 1982) – kanadyjska zapaśniczka. Srebrna medalistka mistrzostw panamerykańskich w 2009. Wicemistrzyni Wspólnoty Narodów w 2007, a trzecia w 2003. Zawodniczka Ontario University Athletic.